# Agaocephala margaridae
Agaocephala margaridae är en skalbaggsart som beskrevs av Alvarenga 1958. Agaocephala margaridae ingår i släktet Agaocephala och familjen Dynastidae. Inga underarter finns listade i Catalogue of Life.